# Povestea Dragostei
Povestea dragostei és una pel·lícula romanesa del 1977, dirigida per Ion Popescu-Gopo basada en el seu propi guió. La pel·lícula és una adaptació cinematogràfica a l'estil ciència-ficció del conte de fades "Povestea porcului" (1876) de Ion Creangă. Combina la tècnica cinematogràfica amb actors i dibuixos animats. Els papers principals els interpreten Eugenia Popovici, Mircea Bogdan, Nicolae Ifrim, Marian Stanciu, Diana Lupescu i Carmen Stănescu.

## Sinopsi
A les seqüències inicials de la pel·lícula, s'especifica el següent: "L'any 1876, Ion Creangă va escriure per a nens de 7 a 77 anys, la història d'un jove, que portava un vestit estrany que s'assemblava a una pell de porc... Després de fa cent anys, Ion Popescu Gopo va fer la pel·lícula... Povestea dragostei".
Hi havia una vegada en un poble un vell (Mircea Bogdan) i una vella (Eugenia Popovici). Tots dos eren vells: el vell tenia cent anys i l'àvia noranta. Estaven tristos perquè no tenien fills, i un dia l'àvia va dir al vell que l'endemà, amb la sortida del sol, anés on pogués veure el primer ésser (home o qualsevol ésser viu) que es trobaria i el portés a casa. Aquest ésser serà criat com si fos el seu fill. L'endemà al matí el Pare Noel es va aixecar i va seguir el seu camí. Va veure uns extraterrestres recollint flors en un camp, i quan es va acostar es van espantar i van marxar amb l'OVNI. Un alienígena més petit es va quedar enrere, i el Pare Noel el va agafar i el va portar a casa, confonent-lo amb un porc i pensant que l'OVNI era una truja.
Cuidat per l'àvia i l'avi, el petit alienígena (Marian Stanciu) va créixer en un any i els altres van créixer en set. Un dia, l'emperador (Dan Ionescu) va anunciar a través dels seus pregoners que qualsevol que construís un pont daurat des de casa seva fins a les corts imperials rebria d'ell la seva filla i la meitat del seu regne. I a qui promet construir el pont i falli se li tallarà el cap. L'emperador va ordenar tallar els caps als que no van poder construir el pont. L'extraterrestre li diu al vell que vagi al palau i li digui a l'emperador que ell farà el pont. L'emperador demana a l'extraterrestre que construeixi el pont l'endemà, enviant uns guàrdies amb ell. Aquella nit, mentre tothom dormia, l'extraterrestre crida l'OVNI, d'on surten extraterrestres amb torxes enceses. Les torxes s'uneixen, i la flama resultant porta a la construcció del pont i la transformació del bordell en un palau.
L'endemà al matí, veient el miracle fet, l'emperador envia la seva filla (Diana Lupescu) al palau del vell i de l'àvia. Cada nit, l'extraterrestre es treu el mono i es transforma en un príncep guapo. Diu que és d'un altre món i que no es treu l'equip perquè el cel de la Terra està contaminat. Per consell de la seva mare (Ana Maria Popescu), la princesa llença la disfressa alienígena al foc una nit. Despertat pel fum, el príncep veu la seva roba encesa i li diu a la princesa que l'ha perdut i que el busqui al Monestir de Ceară. Arriba l'OVNI i el porta amb ell, i el vell i el palau del vell es converteixen de nou en un bordell i el pont daurat desapareix.
La noia marxa a la recerca del príncep, travessant muntanyes, boscos i mars. En el camí se li acompanya el corb Cicy, que canta versos. Els dos comencen a volar alt cap al cel amb una escala transformada en un coet esglaonat, tocant el sol amb els peus i la lluna amb les mans. En arribar a un altre sistema solar, la princesa i la Cicy es troben amb "la fada padrina, la meravella de les meravelles" de qui el corb troba el camí cap al monestir de Ceara. Al final, els dos arriben al Monestir de Ceara que s'organitzava com un rusc amb una reina i diverses noies com a abelles obreres. Allà arriben al judici del príncep.
La reina diu a les noies que viatgin a la Terra per portar flors perquè la mestressa les mengi. Un dia, mentre estaven recollint ambròsia i néctar diví, es va perdre un nen. Portava roba per protegir-lo de la resplendor del sol i va ser criat per dos vells, per als quals va construir, amb l'ajuda dels altres extraterrestres, un pont d'or. El jove alienígena va cometre un gran pecat: es va enamorar i no va voler tornar als alienígenes. La reina va afirmar que l'amor és una "barbàrie humana, oblidada des de fa temps a les nostres terres". La princesa, que estava amagada darrere d'un mur, va escoltar aquest judici que s'havia convertit en una cerimònia de noces. La filla del rei va apartar una de les noies i va saber d'ella que la reina es va casar amb tots els homes, després els va llançar al no-res. En sentir que en altres parts totes les noies tenien barba, les noies d'aquest planeta demanen a la reina que també tenen dret a tenir un home.
El final de la pel·lícula coincideix amb el final del conte de fades. Făt Frumos va perdonar a la filla de l'emperador la seva imprudència. Llavors hi va haver un casament que va durar tres dies i tres nits, i va comptar amb la presència de la reina de les formigues, la reina de les abelles i "la reina de les fades, la meravella de les meravelles", i l'emperador va donar la meitat del regne als nuvis.

## Repartiment
- Eugenia Popovici — crona
- Mircea Bogdan — vell
- Nicolae Ifrim — Ifrim, amic del vell
- Marian Stanciu — Príncep encantador
- Dan Ionescu — rei
- Ana Maria Popescu — emperadriu (esmentada Anamaria Popescu)
- Victoria Mierlescu — la mainadera de la princesa
- Diana Lupescu — la princesa, filla de l'emperador (esmentada Diana Lupes)
- Carmen Stănescu — la reina alienígena del monestir de cera
- Valeria Rădulescu — consellera de la reina (vestida de blau)
- Elena Pop — consellera de la reina (vestida de vermell)
- Rodica Mandache — la filla de la reina
- Radu Beligan — contacontes
- el corb Cicy
- Ștefan Niculescu-Cadet — guàrdia (esmentat Niculescu Cadet)
- Dinu Lucian — vigilant
- Dorin Dron — vigilant
- Const. Constantinescu
- Mugur Arvunescu — vigilant
- Nelu Manolescu
- Gheorghe Turda
- Gavrila Sandor
- Emil Badea
- Anatol Dumitrescu
- Mihai Popescu
- Ion Popescu-Gopo — assessor (sense acreditar)
- Haralambie Polizu — vell camperol (sense acreditar)

## Producció
El guió de la pel·lícula va ser escrit per Ion Popescu-Gopo, essent una adaptació lliure del conte de fades "Povestea porcului" (1876) de Ion Creangă en què el garrí es transforma en un extraterrestre, i la seva mare, la truja, és en realitat una nau espacial. Gopo va lliurar el guió literari el 10 d'agost de 1975, i la pel·lícula va entrar en fase de producció l'1 d'octubre de 1975, sent realitzada als estudis de Centrului de Producție Cinematografică „București”. El primer rodatge es va fer per avançat als platós de Buftea del 9 a l'11 de febrer de 1976 (en un escenari de la pel·lícula Osânda) i el 3 de març (als decorats de Toate pânzele sus). El rodatge va durar 56 dies i va tenir lloc del 15 de març al 25 de juny de 1976.
La primera versió va ser vista el 4 de juliol de 1976 pel director V. Nicolescu del Consell de Cultura i Ensenyament Socialista (C.C.E.S.), sol·licitant-se operacions d'edició (escurçament de moments coreogràfics), revisió de la postsincronització i refecció dels textos d'alguns diàlegs i cançons. L'actor Jorj Voicu va interpretar el Sant Domènec, però la direcció del C.C.E.S. va considerar que el personatge ""és una aparença impactant i una mica llicenciosa", i va ser eliminat de la versió final.
El director va pensar que la pel·lícula ""com una combinació de la tècnica de la pel·lícula amb actors i la del dibuix animat, mitjançant el procés de "fotomix", que Gopo havia experimentat per primera vegada. temps al curtmetratge O muscă cu bani (1959). Els fotogrames animats van ser realitzats per l'estudi Animafilm. Els dibuixos animats de la pel·lícula van ser realitzats per Mica Boroghina, Const. Crîșmărel, Roland Pupăză, Piereta Atanasiu, Cecilia Rădulescu, Corina Tofan i Didi Vasilescu. Les maquetes van ser executades per Roland Pupăză i Enache Hărăbor, i les imatges de dibuixos animats són creació de Liviu Georgescu. El rodatge combinat (trucs) va ser realitzat pel càmera Alecu Popescu, germà del director. Com que el treball d'animació encara no estava acabat, va ser necessari ajornar el termini per al lliurament de l'estàndard. còpia des del 2 de setembre cap a finals de mes.
La pel·lícula va ser vista per la direcció del C.C.E.S. el 13 de novembre de 1976, qui va consentir l'execució de la còpia normalitzada. La Direcció General de Premsa i Impremta (D.G.P.T.) va donar el vistiplau l'1 de desembre. La còpia estàndard es va completar el 9 de desembre de 1976. Els costos de producció van ascendir a 4.276.000 lei.
La història està narrada per l'actor Radu Beligan. La lletra de les cançons està escrita per Flavia Buref, i la música està composta per Cornel Popescu i Ion Popescu Gopo. Tal com s'especifica als crèdits, Angela Moldovan, Nicolae Simulescu i Ion Caramitru canten en aquesta pel·lícula. La coreografia està feta per la professora Vera Proca Ciortea, sent el grup "Gymnasion" qui balla.

## Recepció
La pel·lícula Povestea dragostei va ser vista per 2.028.025 espectadors als cinemes de Romania, com ho demostra una situació del nombre d'espectadors enregistrada per pel·lícules romaneses des de la data de l'estrena fins al 31.12.2007 recopilada pel Centrul Național al Cinematografiei.
Els crítics de cinema en el moment de l'estrena de la pel·lícula van elogiar sobretot la idea original de Gopo així com la fantasia de la seva creació. A l'obra „Istoria filmului românesc (1897-2000)”, el crític Călin Căliman va afirmar que a la pel·lícula Povestea dragostei Gopo Gopo està "conquerint per la seva inventiva, i també per la seva distribució".
Natalia Stancu afirmava que en aquesta pel·lícula predomina la preocupació per l'expressivitat plàstica global i el dinamisme del color, el cineasta no es preocupa per la bellesa, sinó per l'expressivitat (de vegades excepcional, de vegades absolutament habitual -segons les circumstàncies) dels seus personatges., com no ho va fer només li interessa la professionalitat dels actors per a determinats moments de la seva pel·lícula". Nicolae Mateescu considerava que aquesta variant del conte de fades és desmitificant, "lleugerament irònica, vagament espiritual", en què el director Gopo dona via lliure a la seva fantasia, "unint arbitràriament un avi i una àvia com en el pintures de Breughel amb extraterrestres ballant en un entorn suposadament aterridor, dos bells joves com Romeu i Julieta de Zefirelli, amb un viatge còsmic per una escala i un simpàtic corb animat"'.
El 1981 va participar al XIV Festival Internacional de Cinema Fantàstic i de Terror de Sitges, on Mircea Bogdan va rebre el Premi al millor actor.